# Хвощово (Нижньогородська область)
Хвощово (рос. Хвощёво) — селище в Дивеєвському районі Нижньогородської області Російської Федерації.
Населення становить 17 осіб. Входить до складу муніципального утворення Сатиська сільрада.

## Історія
Від 2009 року входить до складу муніципального утворення Сатиська сільрада.

## Населення
| 2002 | 2010 |
| ---- | ---- |
| 19   | ↘17  |